# Barometer

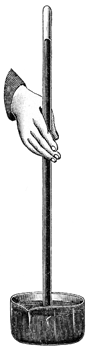
Torricellis rör.

En barometer (från grekiskans baros, tyngd, och metron, mått) är ett instrument som mäter lufttryck. Barometrar används inom meteorologin för att mäta atmosfärstrycket och inom geodesin och flyget för höjdmätning.

## Typer av barometrar
Det finns tre typer av barometrar: kvicksilverbarometer, aneroidbarometer och kokbarometer (hypsometer). Dessutom har genom historien atmosfärens lufttryck på sina håll bedömts genom mer primitiva anordningar.

### Kvicksilverbarometer
En kvicksilverbarometer består av ett i övre ändan slutet rör som förs ned med den öppna ändan i ett kvicksilverbad. Lufttrycket gör att en kvicksilverpelare stiger upp i röret tills det uppstår jämvikt. Vid normalt lufttryck stannar pelaren på ungefär 760 mm, vilket anger ett lufttryck på "760 mmHg", också kallat "760 torr". Höjden på pelaren kommer nu att vara proportionellt mot lufttrycket och kan avläsas mot en graderad skala. För exakta mätningar kompenserar man för temperatur (reduktion till 0 °C) samt för tyngdkraft (reduktion till normaltyngd) och höjd över havet (reduktion till havsytans nivå).
Den första kvicksilverbarometern konstruerades av Evangelista Torricelli, elev till Galileo Galilei, år 1643. Torricellis mål var att åstadkomma perfekt vakuum, och ett instrument för att mäta lufttryck. Han lyckades åstadkomma vakuum i röret ovanför kvicksilverpelaren, och han lade märke till att kvicksilvernivån varierade något från dag till dag, och drog slutsatsen att det berodde på variationer i atmosfärens tryck. Han skrev: ”Vi lever på botten av en ocean av luft, vilken enligt oemotsägliga experiment har vikt”.
Kvicksilverbarometerns konstruktion förklarar enheten millimeter kvicksilver (mm Hg) för tryck. Den enheten är fortfarande vanlig i vissa delar av världen (i engelskspråkiga länder används engelska måttenheter, så där anges enheten inch Hg). SI-enheten för tryck är pascal.

### Aneroidbarometer

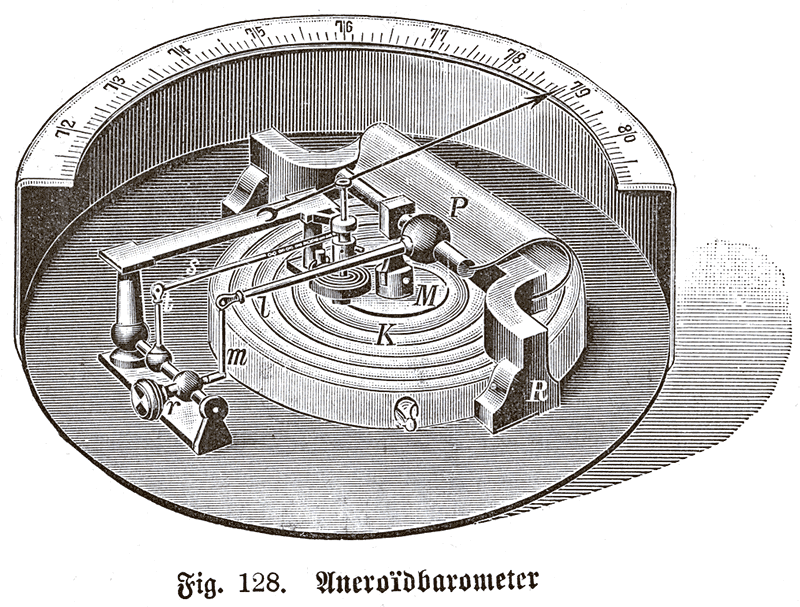
Ritning av aneroidbarometer.

En aneroidbarometer (av grekiska för "utan vätska"), konstruerad av svensken J. G. Paulin, består av en lufttät och evakuerad flexibel metalldosa som trycks ihop eller expanderar beroende på omgivande lyfttrycket. Rörelsen överförs till en visare och en skala och lufttryckets deformation av aneroiddosan kompenseras med hjälp av en fjäder. För exakta mätningar korrigerar man för höjd över havet. Instrumentet var ursprungligen avsett för direkt uppmätning av topografisk höjdvariationer.

### Kokbarometer
Kallas även för hypsometer. Med en kokbarometer kan man använda vattnets kokpunkt som höjd- och tryckmätare. På 1000 m över havet kokar vatten vanligtvis vid cirka 96,8 °C, på 2000 m vid 93,6 °C.
Inom skogsbruket menar man med hypsometer eller dendrometer en apparat som används för att mäta höjden på stående träd.

### Urinblåsa som primitiv barometer
På Island har uppblåsta urinblåsor från kor fästa i båtmasten förr använts som en primitiv barometer. Barometerfunktionen uppnås genom att blåsan beroende på omgivande lufttryck står mer eller mindre rakt ut från masten.

## Användning
En barograf är en barometer försedd med en skrivare som registrerar förändringar i lufttrycket över tid. Om man följer hur trycket förändras, kan man i viss mån förutsäga väder.
Normalt lufttryck vid havsnivå och +15 °C är 1013,25 mb (millibar), detta motsvarar 100 000 Pascal, SI-enhet för tryck, eller 1 atmosfär. Ett tryck på 1022,689 mb eller mer räknas som högtryck, och 1009,144 mb eller lägre är lågtryck. Lufttrycket sjunker 1 mb för omkring var 8:e meter man rör sig upp i luften, från havsyta upp till 500 meters höjd. Med noggranna och högkänsliga barometrar (exempelvis system Paulin) kan man bestämma höjdskillnader i terrängen. (Barometeravvägning, nivellering.) En paulinbarometer är så känslig att den ger utslag på skillnaden i lufttryck om man flyttar den från ett bord till golvet under bordet. Höjdskillnaden 8 meter motsvaras av ungefär 1 millibar tryckskillnad.

## Källhänvisningar
1. 1 2 3  ”kvicksilverbarometer - Uppslagsverk - NE.se”. www.ne.se. https://www.ne.se/uppslagsverk/encyklopedi/l%C3%A5ng/kvicksilverbarometer. Läst 31 december 2019.
2. ↑  ”Evangelista Torricelli - Uppslagsverk - NE.se”. www.ne.se. https://www.ne.se/uppslagsverk/encyklopedi/l%C3%A5ng/evangelista-torricelli. Läst 31 december 2019.
3. ↑  Bra Böckers lexikon, 1976
4. ↑  "Skógar Museum, Barometer". Arkiverad 23 februari 2016 hämtat från the Wayback Machine. 55-millimetres.net. Läst 25 juni 2014.